# Quesney (Manche)
Pour les articles homonymes, voir Quesney.
Quesney (également sous la graphie Quesnay) est une ancienne commune française de la Manche réunie à Contrières en l'an III.

## Géographie
Quesney se situe au Sud de Contrères à proximité la Vanne.

## Toponymie
Quesney est le toponyme normand équivalent du français chênaie.

## Histoire

### Moyen Âge
En 1066, les seigneurs de Contrières, Raoul de Quesnay et un « sieur de Monceaux », sont à Hastings avec Guillaume le Conquérant.
Suivant le registre des fiefs de Philippe-Auguste, réalisé entre 1204 et 1212, la seigneurie de Quesnay était tombée en quenouille et fut transmis à la famille de Folligny,.

### Temps modernes
Au XVIIe siècle elle passe à Hugues Rigault, contrôleur du roi, receveur des tailles à Senlis et bourgeois de Paris, puis à Joachim Bonté, receveur des tailles à Gisors. Dans le cours du XVIIIe siècle, on trouve cités, comme seigneurs et patrons de Quesnay Charles-François-Nicolas Bourdon, écuyer, mousquetaire du Roi et chevalier de l'ordre royal et militaire de Saint-Louis.
Après lui, Jean-Charles-Louis-Pierre Bourdon de Saint-Ebremont, conseiller du roi, receveur des tailles en l'élection de Coutances. Une de ses filles, Aimée-Louise Bourdon, épousa Victor de Gouberville.

### Révolution française et Empire
Lors de la rédaction du cahier de doléances, on dénombrait seulement 4 feux.
Avant 1800, Contrières (754 habitants en 1793) absorbe la commune de Quesney (227 habitants) au sud de son territoire.

## Administration
| Période | Période | Identité | Étiquette | Qualité |
| --- | ------- | -------- | --------- | ------- |
| Une partie des données est issue de liste établie par issue de l'ouvrage "601 communes et lieux de vie de la Manche" |         |          |           |         |

## Démographie
| 1793 | - | - |
| ---- | - | - |
| 227  | - | - |

## Lieux et monuments
- Le château du Quesnay construit au XVIIe siècle sur un plan rectangulaire avec comme originalité deux piliers à damiers de briques et de pierre de chaque côté de l'entrée.
- Le Moulin de Quesnay sur la rivière la Vanne : moulin équipé de ses mécanismes, arrêté fin XXe siècle, faisait de la mouture pour animaux depuis la Seconde Guerre mondiale. Il est transformé en gîte rural.
- L'ancienne église Sainte-Marguerite du XIe siècle)[8] a été transformé en bâtiment agricole. Il reste des traces romanes comme un appareil en arête-de-poisson[9].